# Pukapuka (jezik)
Pukapuka jezik (ISO 639-3: pkp), polinezijski jezik na Kukovim otocima, kojim govori 840 ljudi (1997) na otocima Pukapuka i Nasau, sjeveru otoka Cook i nešto u Australiji i Novom Zelandu.
Čini posebnu podskupinu polinezijskih jezika. Etnička populacija iznosi 1 200 (1997).

## Vanjske poveznice
- Ethnologue (14th)
- Ethnologue (15th)